# Szabófalva
Szabófalva (románul: Săbăoani) Románia keleti részén, Moldvában, Neamț megye keleti felén található nagyközség. Egy falu, Traian (Traján) tartozik hozzá.
A lakosság a moldvai csángók északi csoportjához tartozik, azonban az elmúlt fél évszázad erőteljes nyelvromlást idézett elő. Tánczos Vilmos 2010-ben publikált felmérését és a halálozási statisztikát összevetve mára a lakosságnak már kevesebb mint 20%-a beszéli még első vagy második nyelvként a magyar nyelv középkori, sz-elős (sziszegős) változatát. Mivel a nyelvjárásnak (melyre sokan külön regionális nyelvként is tekintenek) Szabófalván és a szomszédos Kelgyeszten kívül nemigen van már máshol beszélője, az északi moldvai csángó nyelv(járás) az erőteljesen veszélyeztetett nyelvek közé sorolható. Ennek ellenére megmentésére csekély figyelem fordul.

## Fekvése
Románvásártól 10 kilométerre északra, a megyeszékhely Piatra Neamţ-tól 60 kilométerre keletre található, a Moldva és a Szeret folyók közötti termékeny síkságon fekszik.

## Demográfiai adatok
Népesség alakulása a múltban:
- 1641-ben 195 fő katolikus lakos
- 1661-ben 287 fő
- 1682-ben néhány
- 1684–ben lakatlan
- 1692-ben 45 fő
- 1770-ben 670 fő
- 1842-ben 1540 fő
- 1898-ban 2462 fő
- 1930-ban 4448 fő (4374 katolikus)

A jelenlegi helyzet:
|           | 0-14 éves férfiak | 0-14 éves nők | 15-59 éves férfiak | 15-59 éves nők | 60+ éves férfiak | 60+ éves nők |
| --------- | ----------------- | ------------- | ------------------ | -------------- | ---------------- | ------------ |
| fő:       | 1400              | 1353          | 3106               | 2881           | 608              | 953          |
| százalék: | 13,6              | 13,1          | 30,2               | 27,9           | 5,9              | 9,3          |

1992-ben a falu 10301 lakosából 10152 (99%) volt római katolikus vallású – tehát valószínűleg  csángómagyar -, akik közül az idősebbek magyar nyelvűek. A középkorú lakosság még érti a magyar nyelvet, de már nem használja, a fiatalok és gyerekek pedig már egyáltalán nem ismerik. A hivatalos népszámláláskor viszont két személy kivételével mindenkit román nemzetiségűnek tüntettek fel.
A nagyon erős, tervszerű elrománosítás hatása, hogy ma már a lakosság szégyenli származását, és nem vállalja a magyarság megvallásának következményeit. Mindezek ellenére elmondható, hogy Szabófalva ma is a moldvai csángó magyarok legnagyobb települése (mint általában a történelem során), ahol több ezren beszélik a magyar nyelv ősi változatát, ennek ellenére 2002-ben mindössze két fő vallotta magát magyarnak. A népesség még mindig növekedik.

### Nevének eredete
Nevét a fennmaradt szájhagyomány szerint első lakosáról, egy Szabó nevezetű emberről kapta. Román neve (Săbăoani) a magyarral párhuzamos román helynévadásra utal.

## Története
Szabófalva  nevét 1453-ban említették először. Első lakói feltehetően a 14. században érkezhettek a Nagy-Szamos völgyéből és az erdélyi Mezőség más vidékeiről, majd a 15. század végén újabb betelepedés történt, ekkor Báthory István vajdával elégedetlenkedő erdélyi menekültek érkeztek.
A 17. század elején a feltevések szerint Szabófalvára telepedhettek át a közeli Berendfalva lakói is, egykori templomuk helyét Szabófalva Miszéczke határrészének neve őrzi.
1606. május 12-én kelt oklevél adatai szerint Mogila Jeremiás fejedelem Szabófalvát a seculi görögkeleti kolostornak ajándékozta.
A  17. század közepén már népes és jelentős település volt.
1635-ös adatok szerint 80 magyarok lakta ház található itt, plébánia.
1646-ban Bandinus érsek 300 lakosról ír a településen, és arról, hogy ismét pap nélkül él Szabófalva népe, csak 1658-ban kerül oda Bernardino Valentini. De nem soká marad, mert a szabófalviak ismét paphiányról panaszkodnak.
1607-ben Giovanni Battista del Monti Rómába küldött jelentésében Moldva öt legnépesebb és legfontosabb városa között említi Szabófalvát. Ez a Rómába küldött levél volt az első ismert írásos dokumentuma annak, hogy a moldvai csángók magyaroknak vallják magukat.
1670-es években a településre hadak[pontosabban?] törtek rá, házaikat felégették, lakosait leölték; az életben maradtak  Erdélybe és Lengyelországba menekültek.
1682-ben már mint lakatlan helyet említették, a templom összedőlt, felszerelése elveszett. Később a lakosság egy része visszatelepült.
1692-ből fennmaradt jelentés szerint egykori 600 lakosából 45 már visszajött. A templomukat ugyan ismét felépítették, de felszerelése még 1697-ben sem volt.
Szabófalváról ezután csaknem négy évtizedig nem szólnak az oklevelek.
1738-ban azonban ismét plébániaként működik, és 1761-ben már új temploma is van, Mihály arkangyal tiszteletére szentelve. Tornya azonban nincs, a harangot a mellette álló külön harangtoronyban helyezték el.
Carol Magni a katolikus misszió prefektusa 1832–1838 között, moldvai tartózkodása idején Szabófalván román nyelvű népiskolát és kántorképzőt nyitott. Arra törekedett, hogy megtörje a magyar öntudatú kántorok hatalmát, éppen ezért gyökeresen megváltoztatta az egyházi adózást. Moldvában a helyi római katolikus közösségek legtöbbször közvetlenül Erdélyből fogadták meg és saját egyházi adójukból fizették a magyar anyanyelvű és öntudatú kántorokat. Az új rendelkezések értelmében a híveknek az egyházi járandóságukból külön összeget kellett befizetniük a parókián, hogy majd abból a plébános saját akarata szerint válasszon és fizessen kántort, vagyis deákot. A szabófalvi elégedetlenkedők közvetlenül a de Propaganda Fidéhez fordultak. Levelükben határozott hangnemben magyar papot kértek gyülekezetük élére. Ugyanakkor azzal fenyegették meg a katolikus egyházi vezetőket, hogy ha nem oldják meg méltányosan kéréseiket, akkor mind áttérnek az ortodox hitre. A fellázadt hívek végül is falujukból elkergették a nem kívánt papot, (Remigius Silvestrit) és felháborodásukat jelentették a fejedelmi udvarnál. Ott előbb felajánlották a tiltakozóknak, térjenek át mind az ortodox hitre, majd Alexandru Ipsilanti, Moldva fejedelme, egy földesurakból álló bizottságot alakított az ügy kivizsgálására, mely végül is egy köztes megoldást javasolt: az egyházi adó összeszedésére két szabófalvi gazdaembert neveztek ki.

### Az 1831-es parasztfelkelés
A törökök kiűzése után katonaságot toboroztak Moldvában. A falu lakói azonban csak császári behívóra voltak hajlandóak berukkolni. Lázadásukat katonaság verte le. Erdős Szászka Péter összeírása szerint közel 300 szabófalvi és környékbeli lakos esett áldozatul a vérengzésnek.
Az olasz papoknak a saját közösségeikkel szemben érzett megvetése egyértelműen megmutatkozott az 1831-es szabófalvi magyar felkelés leverése után. Az idegen ajkú misszionáriusok olyan aktívan vettek részt a lázadók megalázásában, hogy Moldva újonnan kinevezett apostoli vikáriusának lazítania kellett az addig gyakorolt intoleráns nyelvi magatartáson. Kényszeredetten meg kellett tiltania a magyar nyelv nyílt üldözését: „Esztelenül jár el, aki franciául akarna prédikálni azoknak, akik csak németül vagy szlávul tudnak, éppen így áll a dolog … az adott esetben, midőn a misszionáriusok a hitből román nyelvű oktatást akarnának adni annak a népnek, amely csak magyarul tud.”

## Gazdaság
A fő megélhetési forrás ma is a mezőgazdaság, kisebb mértékben kereskedelem. A munkaképes lakosság nagy része külföldön dolgozik, főleg Olaszországban.

## Védőrendszer: tszernakert, őrzőkapuk
A falut régen három-négy méter magasságú fal kerítette. A sánc az északnyugati oldal kivételével körbevette Szabófalvát. Hat kapun lehetett be- és kijutni, hat irányba vezetett út. A kapuk mellett őrkunyhók voltak, ahol egy őr állt. Éjszakára bezárták a kapukat. Az őr szolgálatáért cserébe a rá eső falurész gazdáinak terményéből dézsmát kapott.
„Ott, houl a zutak jöttek be a faluba, hattak kaput. Sz ide tettek őrzőt. A zőrzőnek sántak kalibát, vesszővel bekertelve, bevjerték földdel, teteiét befették nádval, s tettek szalmát rája. Ez voult egészen ezerkilencszázhatvankettőig. Minden útnál, melik jött be a faluba, vult kapu. Edj vult, hol van a vaszút, edj, hol a Temető, edj a Balazok felé, edj Gzirest felé, edj Keldjeszt felé, edj Román felé. Hat kapu vult. Amig megsánódott a kolketív, addig vult, azuta elveszett. Addig éijen a kapukot sánta bé, nyitta bé. Miét nyitta bé? Ő fekütt le a kalibájába, sz ha ién akartam menni éijen valamerre, ő kellett tuggya. Hogy tuggya meg, ki menen lopni. Vaj mentem Románváraszba, keltem fiel joregvel nyárba. Kellett tugyja meg ő, nyitta ki a kaput. Ők voultak a zőrzők, a zitárak. A vászút felé vult Páncér Jánasz, Románvárasz felé vult Burján Anton, Keldjeszt felé vult Griszti Martin Józsi, Gyirst felé egy Balazi, nem tudat madjarul… a temetőnél vult Borka Péter. Ezek a zőrzőkapuk. Oda nem ment a gazdag, sak aki nem vult miből éljen. Akkor a mező nem a gazdaszágé vult, hanem az eniem vult. Nekem vult ugaram, sz ién adtam neki dzsizmát. A dzsizma hogy vult? A zugaromon mennyi termett, adtam belőle részt. Attam tíz kéve kendert, öt kéve buzát. Pityjokát attam egy koszárt. Ha nem attam ién, ment ő sz vette el a dzsizmát.”
A tszernakert (amely a falut elkertelte a külterülettől) árokból és földhányásból állt. Az árokból a földet kidobták a mezők irányába. Az így kialakított függőleges falban partimadarak fészkeltek. A sáncot befásították, hogy az eróziót mérsékeljék. A visszaemlékezők szerint távolról úgy látszott a falu, mintha erdő lenne ott. Minden évben szántáskor a tszernakertet javítani kellett. Fel volt osztva néhány méteres darabokra, minden családnak rendbe kellett hozni a rá eső részt. A falusiak szerint régebbi időkben a tatár és török seregek támadásai ellen épült.
A védelmi rendszer 1962-ig állt fenn. A termelőszövetkezet létrejöttével, a magántulajdon elvétele után nem volt értelme tovább működtetni.

## Kultúra, oktatás, vallás

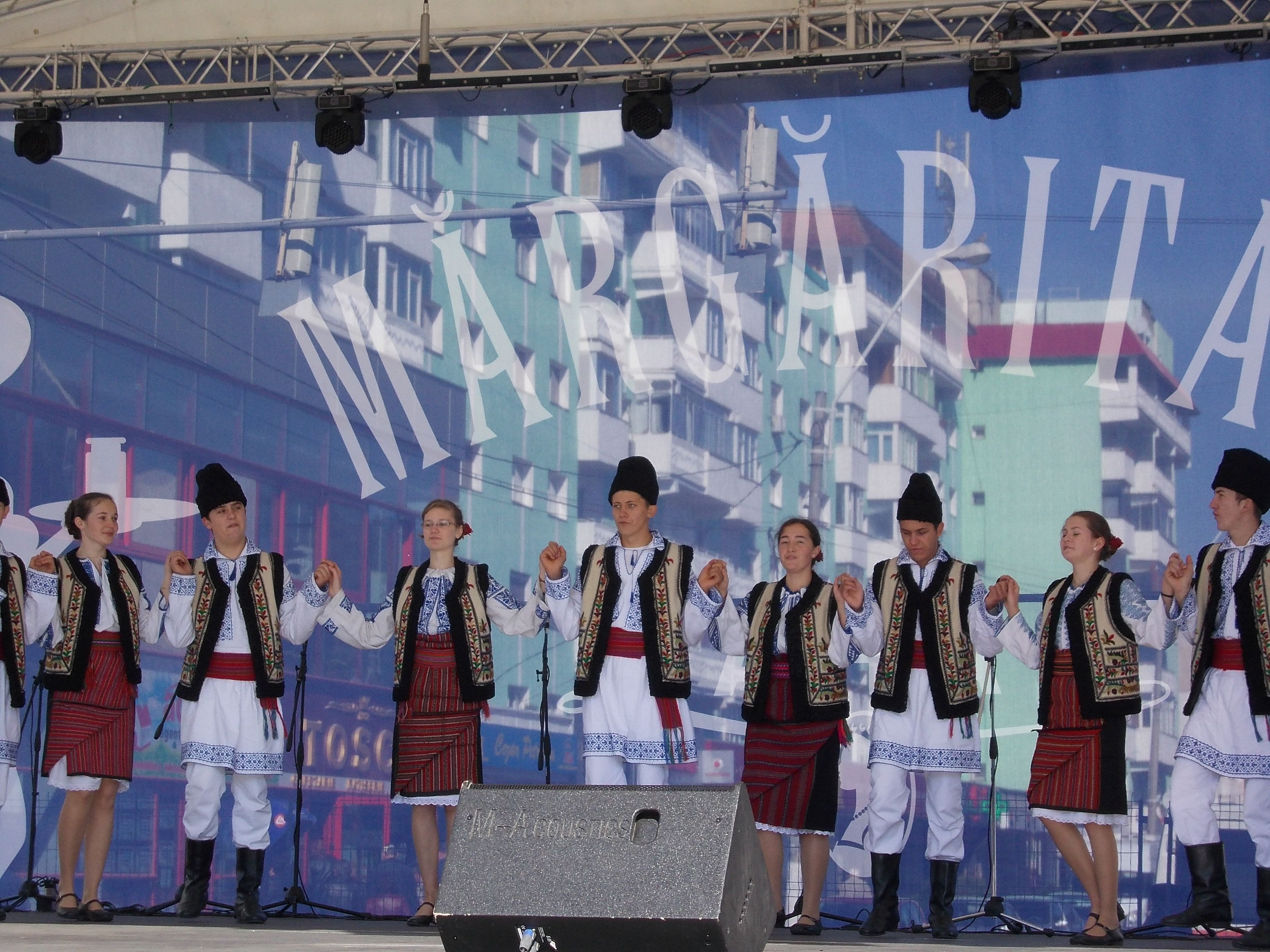
Izvoraşul

Az északi csángók körében a 20. század első éveiben volt fotódokumentációs néprajzi gyűjtés (Yrjö Wichmann ), a harmincas években már hangfelvételek is készültek. Ebben az időszakban már pusztulóban volt a magyar nyelv, később pedig már csak morzsáit találták az egykor példátlan népi tudásanyagnak.
A faluban két általános iskola van. Egy évfolyam általában hét-nyolc párhuzamos osztállyal működik. Ezen felül Újfalu (Traian) településrészen is van egy általános iskola. 1962-ben líceumot hoztak létre, hogy a magyar nyelv gyorsabban elvesszen. Mindenhol román nyelven folyik az oktatás. A "forradalom" után, az 1990-es évek elején volt próbálkozás a magyar nyelvoktatás megkezdésére, de óriási ellenállásba ütközött nemcsak az iskola többi tanára, de az egyház, a titkosszolgálatok és minden hatóság részéről. A részt vevő kisdiákokat megbuktatták az érettségi vizsgán, tanárukat pedig elbocsátással és súlyosabb dolgokkal fenyegették, így a magyar nyelv legősibb változata hamarosan kihalhat.

## Nevezetességek
- A település nagy kőtemplomát Szűz Mária mennybemenetelére szentelték, öt filia tartozik hozzá.

A templomot a hagyomány szerint Losonczi Margit, Jó Sándor (Alexandru cel Bun) moldvai fejedelem katolikus felesége építette, mely 1599-ben már nagyon rossz állapotban volt, a teteje erősen megrongálódott, ezért a vajda elrendelte megjavíttatását.
Szabófalván ez időben nem volt pap, a románvásári plébános járt ki néha misézni. 1606-ban még mindig nem volt papjuk, csak 1636-ból van hírünk arról, hogy pap került Szabófalvára, most már ő látja el a románvásári híveket is.
Ez időben csak a római katolikusoknak van templomuk, összesen négy a községben. Az öreg templom a falu közepén áll. Az utóbbi években két új templomot is építettek, tőle jelentős távolságra a falu északi és déli részein. Újfalu (Traian) településrésznek is saját temploma van.

### Híres szabófalviak
- Lakatos Demeter (Szabófalva, 1911.– Szabófalva, 1974.) költő, az északi csángó nyelvjárás egyetlen szépirodalmi megörökítője
- Erdős Szászka Péter – Szabófalva helytörténetírója, Lakatos Demeterrel irodalmi kört szerettek volna alapítani
- Perka Mihály (Szabófalva, 1936.) tanár, a helytörténeti gyűjtemény létrehozója, fenntartója
- Petru Sescu (Szabófalva, 1965) katolikus püspök

## Lásd még
- csángók
- moldvai csángók

## Külső hivatkozások
- https://web.archive.org/web/20120317085621/http://sabaoani.uv.ro/ – Szabófalvi Csángók Közössége (román nyelvű lap)
- http://adatbazis.mtaki.hu/ – MTA Etnikai-Nemzeti Kisebbségkutató Intézet
- http://www.csango.ro/ – Moldvai Csángómagyarok Szövetsége
- https://web.archive.org/web/20080207012506/http://www.imagini.neamt.ro/ – Neamț megyei fényképgyűjtemény (román nyelvű lap)